# Alcro

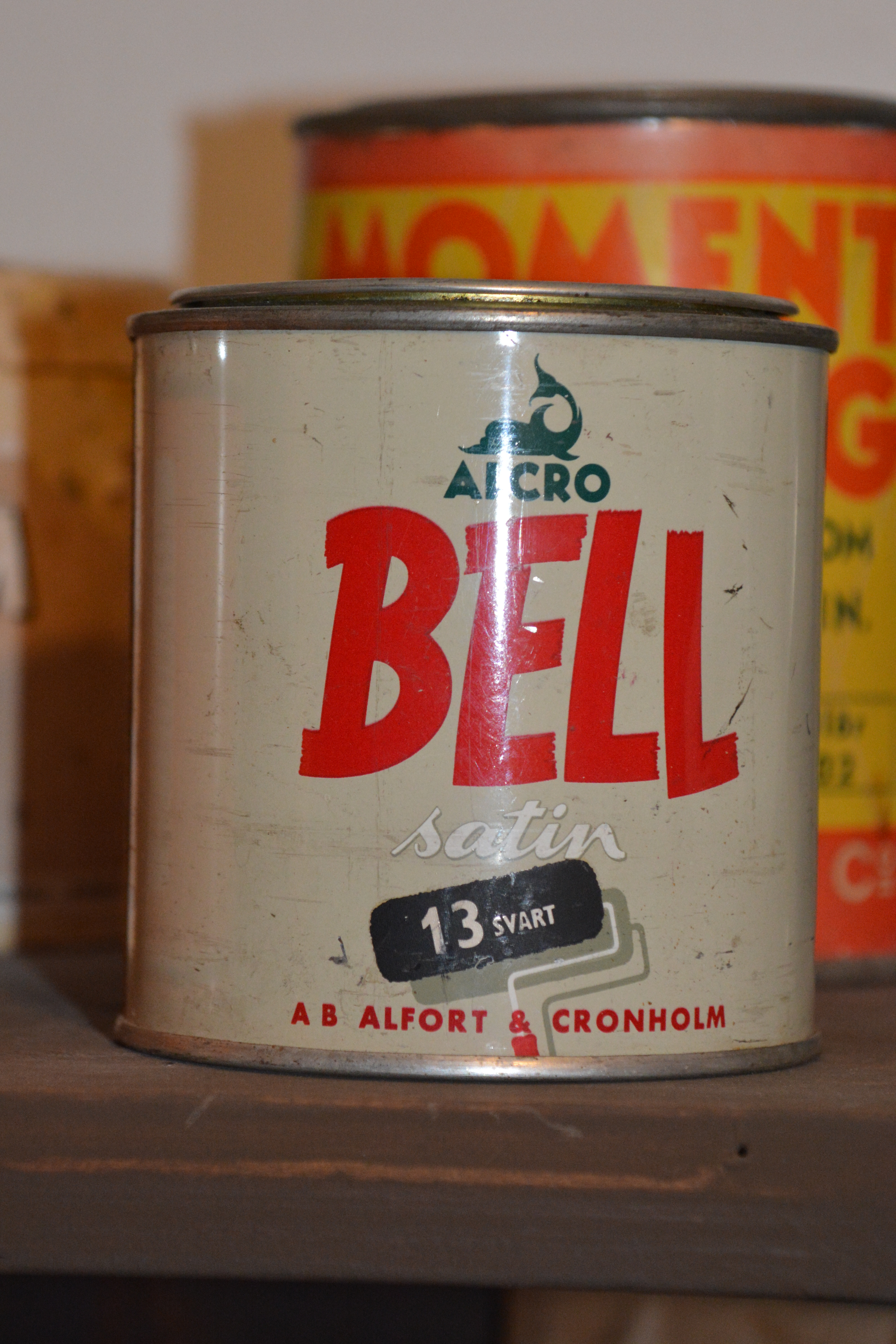
Färgburk med Alcro Bell-färg

Alcro (från Alfort & Cronholm) är ett varumärke med ursprung i det 1906 grundade svenska färgföretaget AB Alfort & Cronholm. Alcro kom 1986 att tillhöra Alcro-Beckers, som 2001 köptes av Tikkurila Oyj och blev Tikkurila Sverige.

## Historia

### Alfort & Cronholm
| Christian Cronholm och John Alfort |  | Christian Cronholm och John Alfort |
| Christian Cronholm och John Alfort |  |                                    |

AB Alfort & Cronholm grundades 1906 av John Mikael Alfort (1874-1937) och hans svärfar Christian Wilhelm Cronholm (1856-1929) när de övertog färghandeln AB G Wennersten & Co i Stockholm.
Verksamheten på Norrlandsgatan 10 växte under 1910-talet till att omfatta både detalj- och partihandel för färg och olika färghandelsprodukter. Delfinen som infördes som symbol 1924 skapades av en österrikisk tecknare. Det var Axel Alfort som fattade tycke för att ha en delfin. 1937 tog Axel Alfort över ledningen av företaget sedan fadern avlidit.
Alfort & Cronholm växte successivt. Influerat av USA gjorde företaget reklam 1951 för att "måla på lördag" i en kampanj för att lära ut hur lätt det var att måla med Servalac. Alfort & Cronholm blev landets ledande tillverkare av målarfärg för konsumenter, och därmed Beckers största konkurrent. Även rikstäckande grosshandelsverksamhet med penslar, förnödenheter och material expanderade under denna tid.
Längden på gör-det-själv-kampanjerna gjorde Alcro synonymt med begreppet. År 1961 tog företaget hjälp av artisten Martin Ljung i reklamfilmen ”Det är fult att inte måla” för att uppmana till målning både ute och inne. År 1969 startade Axel Alfort färghandelskedjan Spektrum med 650 anslutna butiker, vilken Alfort & Cronholm ägde hälften i. Under 1960- och 1970-talen konkurrerade Alfort & Cronholm och Beckers hårt och 1973 går man samman med färgtillverkaren Klint, Bernhardt & C:o.

### Alcro-Beckers och Tikkurila
På 1980-talet hade färg blivit en processindustri och det krävdes stora volymer för lönsamhet. År 1986 gick ärkerivalerna AB Wilh. Beckers affärsområde Konsument och Yrkesmåleri och Alfort & Cronholms färgsektion ihop och fick namnet Alcro-Beckers, då det behöll båda varumärkena, Alcro och Beckers. Tillverkningen koncentrerades 1991 till en fabrik på Lövholmen i Stockholm. År 2001 köptes Alcro-Beckers av Tikkurila. år 2008 flyttades fabriken från Lövholmen till Nykvarn och huvudkontoret till Hammarby sjöstad. År 2012 bytte Alcro-Beckers AB namn till Tikkurila Sverige AB, och slog samman sin verksamhet med tidigare Tikkurila Industri.
Försäljningen sker idag via färgfackhandeln mot konsument, främst Colorama, och via färgfackhandel, måleriombud och yrkesbutiker till yrkesmåleriet.

## Tidslinje
- 1906: Alfort & Cronholm grundas av John Mikael Alfort och hans svärfar Christian Wilhelm Cronholm när de övertar färghandeln AB G Wennersten & Co på Norrlandsgatan 14 i Stockholm.
- 1906–1915: Företaget växer sig ur lokalerna. Fabriks-, lager- och magasinsrum införskaffades på Norrlandsgatan 26 och Skeppargatan 14 och 22.
- 1912: Polhemsgatan 8 förhyrdes för tillverkning av fernissor och kokt linolja.
- 1915: Saltmätargatan 7 inköps för samlad lösning av fabrikation, kontor och lager.
- 1923: Den nya fabriken på Ekbacksvägen i Ulvsunda tas i bruk, samtidigt avvecklas fabriken på Polhemsgatan.
- 1924: Alcros firmamärke delfinen presenteras för första gången.
- 1930-talet: De första varumärkena för gör-det-själv-marknaden Alcro Stugfärg och Servalac lanseras.
- 1940-talet: Ytterligare fastigheter tas i bruk i Ulvsunda på Johannesfredsvägen.
- 1950 och 1960-talet: Konsumentprodukter som Pulvo (1952), Alcro Köksfärg (1957), Alcro I-tak (1958), Alcro Målarfärg (1962) och Alcro Trälack (1966) lanseras.
- 1954: Latexfärgen Bell introduceras för att möta konkurrensen från Beckers Spred (1951).
- 1964: Alcroskolan startas med ettårig utbildning av butiksledare.
- 1965: Fabrik, laboratorier och en del kontor flyttar till nya anläggningen i Ulvsunda industriområde i Stockholm.
- 1969: Axel Alfort grundar ekonomiska föreningen och färghandelskedjan Spektrum med 650 anslutna butiker som Alcro äger till 50%.
- 1971: Ett nytt centrallager i Nykvarn invigs.
- 1973: Köper upp färgtillverkaren Klint, Bernhardt & C:o
- 1985: Grossistföretaget för konstnärs- och hobbymaterial Dekorima AB ägs till lika delar ihop med Wilhelm Becker.
- 1986: Färg- väggdivisionens verksamhet sammanförs med AB Wilh. Beckers konsument- och måleriverksamhet i ett till lika delar ägt bolag, Alcro-Beckers AB.
- 1988: Beckers blir ensam ägare till Alcro-Beckers.
- 1991: All produktion är från halvårsskiftet koncentrerad till en ny anläggning på Lövholmen i Stockholm. Nykvarn är lager och distributionscentrum.
- 1994: Alcro-Beckers bildar tillsammans med Tikkurila Baltic Color med fabriker i Estland och Lettland.
- 1996: Kvalitetscertifiering ISO 9001 och miljöcertifiering ISO 14001 klara.
- 1997: 70% av Alcros inomhusfärger får miljömärkningen EU-blomman.
- 1999: Den första kulörkollektionen Alcro Designers lanseras. Alcro-Beckers tilldelas första pris i miljöanpassad produktutveckling.
- 2000: Den första vattenburna lasyren för utomhusmålning lanseras, Alcro Fasadlasyr V.
- 2001: Tikkurila Paints förvärvar samtliga aktier i Alcro-Beckers AB.
- 2002: Varumärket Tikkurila läggs ner i Sverige mot konsument och yrkesmåleri.
- 2004: Den 10 mars fylls sista burken med lacknafta som lösningsmedel tillverkad på Lövholmen. Därefter görs enbart vattenburna färger och lasyrer.
- 2006: Skanska förvärvar 22000 kvadratmeter stora tomten på Lövholmen. Arton stycken av Alcros inomhusfärger får kvalitets- och miljömärkningen Svanen.
- 2007: Nybyggd fabrik i anslutning till centrallagret i Nykvarn tas i bruk. Under hösten görs första provsatserna.
- 2008: Lövholmenfabriken stängs. Tillverkningen tas till största delen över av den automatiserade fabriken i Nykvarn. Kontor flyttas till Hammarby Sjöstad.
- 2010: Vid tioårsjubileet av Alcro Designers-konceptet bjuds den holländska trendanalytikern Li Edelkoort in att gör färgkollektionen.
- 2011: Alcro släpper den första färgsättningsapplikationen för smartphones.